# Biblioteca Pública de Vigo Juan Compañel
La Biblioteca Pública de Vigo Juan Compañel, también conocida como Biblioteca Pública Central de Vigo, es una biblioteca de acceso público en el Casco Vello de la ciudad de Vigo, en Galicia.

## Historia
Sus orígenes se encuentran en la Biblioteca Popular de Vigo, creada por orden del Ministerio de Educación Nacional en 1942. Inicialmente instalada en la Plaza de Compostela, permanecería con el nombre de Biblioteca Pública Jaime Solá hasta 1979, año en el que fue trasladada a una nueva sede en la calle Romil. Años más tarde el Ayuntamiento de Vigo decide comprar el Edificio Ferro, iniciando las obras de rehabilitación para instalar allí la biblioteca. En 1995 se inaugura la sede actual y pasa a llamarse Biblioteca Pública Central de Vigo.
El 28 de octubre de 2013, el ayuntamiento de la ciudad decide cambiar el nombre por el de Biblioteca Pública de Vigo Juan Compañel, en honor al editor, impresor y periodista gallego.

## Servicios y actividades
La biblioteca pone a disposición de los usuarios una serie de servicios adicionales, entre los que destacan:
- Biblioteca Accesible, fruto de un convenio entre el Ministerio de Industria y Turismo y la Junta de Galicia, con el objetivo de reforzar las infraestructuras en el campo de la informática y las redes dentro de la biblioteca, orientado fundamentalmente a personas minusválidas.
- Cesión de espacios
- Servicio de préstamo y consulta de recursos electrónicos (GaliciaLe y Biblioteca Dixital da Rede)
- Servicio de préstamo de portátiles y lectores de libros electrónicos
- Servicio de reproducción de documentos
- Servicio de información y referencia

Desde 2010 la segunda planta del edificio de la biblioteca alberga el Centro de Documentación y Recursos Feministas de Vigo.